# Iglesia de San Martín (Busto de Bureba)
La iglesia de San Martín es un inmueble de la localidad española de Busto de Bureba, en la provincia de Burgos.

## Descripción
El edificio se encuentra en la localidad española de Busto de Bureba, perteneciente a la provincia de Burgos, en la comunidad autónoma de Castilla y León. Se menciona como iglesia parroquial del lugar en el cuarto volumen del Diccionario geográfico-estadístico-histórico de España y sus posesiones de Ultramar de Pascual Madoz, donde aparece descrita con las siguientes palabras:

igl. parr. bajo la advocacion de San Martin servida por 4 beneficiados enteros, uno de ellos con la cura de almas, de nombramiento ordinario: su torre es antiquísima y se cree sirvió de cast. á los moros, segun se manifiestan hácia el N. algunas señales de fososo y contrafosos;
(Madoz, 1846, p. 681)

En 2024, los habitantes de la localidad lanzaron una campaña con el objetivo de salvar el órgano barroco de la iglesa, que data de finales del siglo XVI o principios del XVII.